# 籔内美和子
籔内 美和子（やぶうち みわこ、1962年8月29日 - ）は、日本の政治家。和歌山県日高郡美浜町長（2期）。和歌山県初の女性首長である。

## 来歴
和歌山県日高郡美浜町生まれ。1981年（昭和56年）3月、和歌山県立御坊商工高等学校（現：和歌山県立紀央館高等学校）商業科卒業。1982年（昭和57年）1月、美浜町役場に採用される。中央公民館長兼図書館長、住民課長、健康推進課長などを歴任した。
2018年（平成30年）、難病のため妊娠は難しいと言われていた娘が出産したことをきっかけに政治に関心が向く。「不妊に悩む人をなんとか手助けしたい」「出産や育児支援を始め、福祉に力を入れる町に変えられないか」という思いを抱いた籔内は同年12月末に退職。
2019年（平成31年）1月7日、任期満了に伴う美浜町長選挙に出馬する意向を表明。同年2月10日に行われた町長選挙で現職の森下誠史との一騎打ちを制し初当選した。3月4日、町長就任。
※当日有権者数：6,213人 最終投票率：79.24%（前回比：1.16pts）
| 候補者名   | 年齢 | 所属党派 | 新旧別 | 得票数  | 得票率 | 推薦・支持 |
| ---------- | ---- | -------- | ------ | ------- | ------ | ---------- |
| 籔内美和子 | 56   | 無所属   | 新     | 2,677票 | 55.28% |            |
| 森下誠史   | 63   | 無所属   | 現     | 2,166票 | 44.72% |            |

2023年（令和5年）2月12日、任期満了に伴う美浜町長選挙で、元町長の森下を破り再選した。
※当日有権者数：5,758人 最終投票率：78.12%（前回比：1.12pts）
| 候補者名   | 年齢 | 所属党派 | 新旧別 | 得票数  | 得票率 | 推薦・支持 |
| ---------- | ---- | -------- | ------ | ------- | ------ | ---------- |
| 籔内美和子 | 60   | 無所属   | 現     | 2,999票 | 67.97% |            |
| 森下誠史   | 67   | 無所属   | 元     | 1,413票 | 32.03% |            |

## 人物・政策
- 3歳から日本舞踊を習い始め、師範の資格をもつ。調理師の免許ももっている[9]。